# ارييل هاروش
ارييل هاروش (بالعبرية: אריאל הרוש‏) (25 مايو 1988 بالقدس في إسرائيل - ) هو لاعب كرة قدم إسرائيلي في مركز حراسة المرمى. شارك مع منتخب إسرائيل تحت 21 سنة لكرة القدم ومنتخب إسرائيل لكرة القدم. أما مع النوادي، فقد لعب مع بيتار القدس ومكابي نتانيا ونادي هبوعيل تل أبيب.

## مسيرته الكروية
لعب ارييل هاروش خلال مسيرته الاحترافية مع 6 أندية في ثلاثة عشر موسمًا ولم يسجل خلالها أي هدف ضمن 322 مباراة. حيث فاز في موسمين بالكأس وفي موسم واحد بالدوري.
خاض ارييل هاروش مسيرته مع نادي بيتار القدس في موسم 2007–08 ليلعب معه سبعة مواسم، مشاركًا في 171 مباراة ولم يسجل أي هدف. ثم انتقل إلى نادي مكابي نتانيا في موسم 2014–15 لمدة موسم واحد، حيث شارك في 31 مباراة ولم يسجل أي هدف أيضًا. لينتقل بعدها إلى نادي هابوعيل تل أبيب في موسم 2015–16 ولمدة موسمين، مشاركًا في 48 مباراة ولم يسجل أي هدف أيضًا. ثم انتقل إلى نادي أنورثوسيس فاماغوستا في موسم 2017–18 لمدة موسم واحد، مشاركًا في 36 مباراة ولم يسجل أي هدف أيضًا. هذا وانتقل لاحقًا إلى نادي هبوعيل بئر السبع في موسم 2018–19 لمدة موسم واحد، مشاركًا في 20 مباراة ولم يسجل أي هدف أيضًا. ثم انتقل بعدها إلى نادي سبارتا روتردام في موسم 2019–20 لمدة موسم واحد، مشاركًا في 16 مباراة ولم يسجل أي هدف أيضًا.

## وصلات خارجية
- ارييل هاروش على موقع الاتحاد الأوربي (الإنجليزية)
- ارييل هاروش على موقع قاعدة بيانات كرة القدم.إي يو (الإنجليزية)
- ارييل هاروش على موقع ناشيونال فوتبول تيمز (الإنجليزية)
- ارييل هاروش على موقع Soccerway.com (الإنجليزية)
- ارييل هاروش على موقع عالم كرة القدم.نت (الإنجليزية)